# Antové

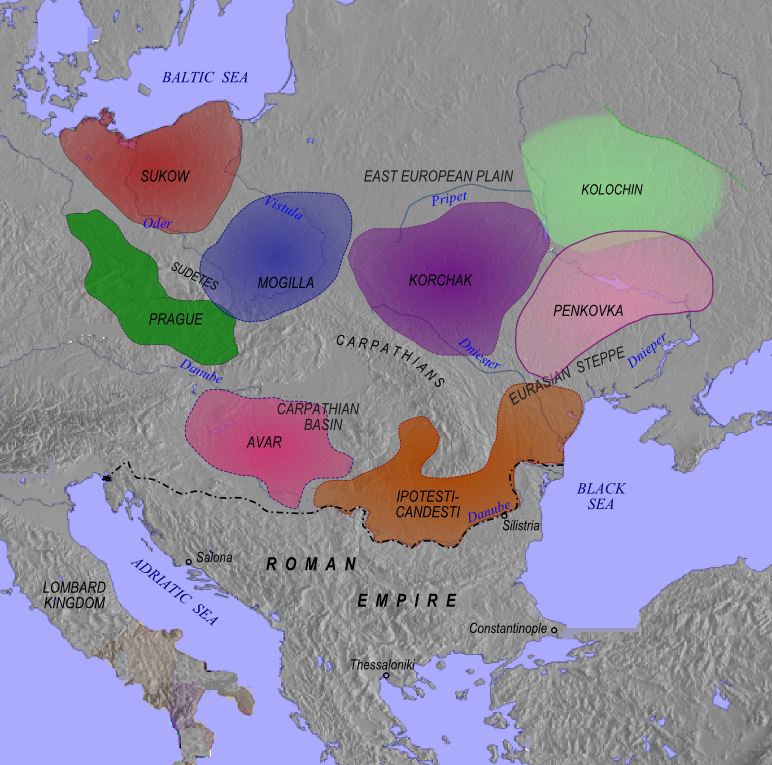
Archeologické kultury na počátku 7. století spojované s ranými Slovany.

Antové (řecky Áνται) bylo kmenové uskupení raných Slovanů, které existovalo v 6. století na dolním Dunaji a na severozápadním pobřeží Černého moře (dnešní Moldavsko a centrální Ukrajina). Obvykle jsou spojováni s kulturou Peňkovka.
Antové sídlili ve 2.-3. století n. l. severně od Azovského moře. V 4.-6. století sídlili již na středním a dolním Podněpří (až k Dněstru, Prutu a dolnímu Dunaji). Zmiňuje je Jordanes (viz níže), podle kterého ve 4. století Anty a jejich krále jménem Boz i se 70 náčelníky porazili Gótové. Z období první poloviny 6. století o Antech informuje Prokopios z Kaisareie, který mimo jiné píše, že Sklavíni (Slovani?) a Anti mluví stejnou "barbarskou" řečí, žijí v rovnostářském, demokratickém zřízení a obě skupiny měly kdysi společný název "sporoi" (Sporové). Anty kromě toho popisuje jako nomády, kteří byli polonazí, bosí, měli kopí a štíty a uctívali boha blesku.
Z let 514 až 517 texty zmiňují společné útoky Slovanů, Bulharů a Antů na Byzantskou říši. Za Justiniána I. se zmiňuje i samostatný útok Antů. Kolem roku 533 se zmiňuje krátká válka mezi Slovany a Anty. V roce 545 se Antové spojili s Byzancí proti Bulharům, za což za odměnu dostali město Tyras na Dněstru. V 6. století se zmiňují už i antská jména (Mezamir, Dabragez) a jsou původem slovanská.
Kolem poloviny 6. století Jordanes (který odkazuje na starší zdroje - Plinia staršího, Tacita a Ptolemaia) identifikuje Anty s Venedy a Sklavíny (Slovany?), když píše:
- ... Od pramene Visly ... sídlí četné kmeny Venedů. Přestože se jejich pojmenování mění podle různých kmenů a sídel, hlavními jmény jsou Sklavíni a Antové... ;
- Sklavíni sídlí v zemi od města Novietunum a Mursianského moře po Dněstr, na severu po Vislu; bažiny a lesy jim nahrazují města. Anti jsou z nich nejpočetnější a sídlí tam, kde Pontské moře tvoří oblouk ... ;
- Venedi, jak již bylo ... zmíněno, pocházejí z jednoho kořene a mají dnes tři jména: Venedi, Antové a Sklavíni...

Jordanes v témže textu vzpomíná, že jedna z pohřebních slavností nad Atilovým hrobem (5. stol.) byla „strava“, což je z dnešního pohledu všeslovanský výraz.
V letech 558-560 antský kmenový svaz rozbili Avaři. V letech 577 - 583 Antové ve spojenectví s Byzancí donutili Slovany ukončit útoky na Byzanc a v roce 584 však Antové opět ve spojenectví s Byzancí odráželi avarsko-slovanské útoky na Byzanc. V roce 602 poslali Avaři proti Antům své vojsko. Jako útok dopadl není známo. Anty poslední naposledy zmiňuje vojenský traktát "De militari scientia" z roku 612 po Kr, a to mezi etniky, které nemají bílou kůži.

## Názory na Anty
Název Antové je neslovanského původu, velmi pravděpodobně íránského. Anty jako takové dnes autoři považují buď za Slovany (Venedi, Vjatiči a podobně) nebo původně za Neslovany a později Slovany, nebo za Neslovany (Gótové, Alani a podobně).
P. J. Šafařík, opíraje se o Jordana, považoval Venedy, a tedy i Anty, za Slovany mluvících slovanským jazykem. Podle ruského archeologa V. V. Sedova (konec 70. let) se Antové kolem roku 300 po Kr. oddělili od Venedů, byli tedy - podobně jako tvrdí Jordanes - původně Venedy. Podle Trubačeva nebyli Antové (ani Venedi) původně slovanská etnika, ale etnika na periferii slovanského území, jejichž názvy sousední národy pouze sekundárně přenesli na Slovany (Sklavíny).
Sovětští (ruští) archeologové dodnes rozlišují dvě příbuzné slovanské kultury: pražskou (pražsko-korčakský typ keramiky; ekvivalent Jordanových Sklavínů) a peňkovskou zónu (peňkovská kultura [mezi Donem a Dněstrem]; ekvivalent Jordanových Antů). Nálezy peňkovské skupiny svědčí o jejím pronikání na jih, zejména do Rumunska.
Podle archeologických nálezů skutečnost, že paprskovité spony typu Martynovka se šířily z Ukrajiny na Balkán, dokládá šíření antských kmenů na Balkán.